# تامایاما، ایواته
تامایاما، ایواته (به لاتین: Tamayama) یک منطقهٔ مسکونی در ژاپن است که در ناحیه توهوکو واقع شده‌است. تامایاما ۱۳٬۵۳۰ نفر جمعیت دارد.